# Coelius Antipater
Lucius Coelius Antipater var en historiker och författare i Rom. Han skrev i slutet av 100-talet f.Kr. sju böcker om det andra puniska kriget. Dessa är förstörda, men deras existens är känd genom Cicero.